# Gruppo di NGC 1800
Il Gruppo di NGC 1800 comprende tre galassie situate nella costellazione della Colomba.

## Descrizione
La distanza media tra il centro di massa di questo gruppo e la nostra Via Lattea è di circa 44 milioni di anni luce (13,6 Mpc).
Il Gruppo di NGC 1800, o Gruppo della Colomba, si trova a una distanza relativamente contenuta rispetto al Gruppo Locale. Finora è stata effettuata un'unica misurazione della distanza delle galassie dalla nostra Via Lattea e questo non permette un'accurata valutazione del diametro delle tre galassie che è funzione della loro distanza.

## Membri
Nella tabella sottostante sono riportati i tre membri del gruppo indicati sul sito "Un Atlas de l'Univers" creato da Richard Powell.
| Nome     | Classificazione | Tipo               | RA (J2000.0)  | DEC (J2000.0) | Velocità radiale (km/s) | Magnitudine apparente | Distanza (Mpc) | Dimensioni (kal) |
| -------- | --------------- | ------------------ | ------------- | ------------- | ----------------------- | --------------------- | -------------- | ---------------- |
| NGC 1800 | IB(s)m          | Irregolare nana    | 05h 06m 25.7s | -31° 57′ 15″  | 807 ± 1                 | 12,6                  | 12,1 ± 0,9     | 26               |
| UGCA 103 | SB(r)dm         | Spirale barrata    | 05h 10m 47.0s | -31° 35′ 50″  | 972 ± 3                 | 12,26 ± 0,09          | 14,7 ± 1,0     | 40               |
| UGCA 106 | SAB(s)m         | Spirale intermedia | 05h 11m 59.3s | -32° 58′ 21″  | 929 ± 2                 | 11,09 ± 0,09          | 14,1 ± 1,0     | 48               |

Il sito DeepskyLog permette di trovare agevolmente le costellazioni in cui sono situate le galassie; in alternativa si possono utilizzare le coordinate delle galassie per individuarle. Se non altrimenti indicato, le coordinate sono quelle fornite dal sito NASA/IPAC (National Aeronautics and Space Administration / Infrared Processing and Analysis Center).